# Кароліна Левіс
Каролі́на Ле́віс — мікрохірург. Здійснює надзвичайно складні оперативні втручання — оперує кисті рук, нижні кінцівки. В складі канадської групи здійснила понад 10 операцій пораненим українським воякам, які зазнали травм внаслідок мінно-вибухових поранень.

## Нагороди
- «За особисті заслуги у гуманістичній та благодійній діяльності, надання висококваліфікованої медичної допомоги учасникам антитерористичної операції в Донецькій та Луганській областях» 23 лютого 2016 року нагороджена орденом княгині Ольги.